# 柴田酒造場
柴田酒造場（しばたしゅぞうじょう）は、愛知県岡崎市に本社を置く、清酒を製造・販売する日本の酒造メーカ。代表商品は「孝の司」（こうのつかさ）。

## 歴史
1830年（天保元年）、庄屋で地主でもあった柴田要左衛門が余剰米を用いて酒を造り、それを売り出したことに始まる。額田地区（旧・額田町）における江戸期酒醸造業は、宮崎に2軒、下山に1軒あった。そのうち近代まで続いたのは下山の柴田家1軒のみであった。
明治初期の生産高は600石で、四斗樽，一斗樽、五升樽等に詰め、荷馬車で、岡崎、大沼、作手、形埜に出荷した。
1906年（明治39年）、柴田平九郎、柴田誠次郎、高木田浅次郎、柴田直吉の4名が山保合資会社を設立し、柴田家の酒醸造の事業を引き継いだ。1922年（大正11年）、保久に戻った柴田清蔵が同社の権利を受け継ぎ、酒名「孝の司」を登録し、生産高300石で経営を始めた。
本社の所在地である保久町神水の「神水」は「かんずい」と読む。長野県赤石山脈から滴り集積されて湧き出る地下水は極めて稀な軟水（硬度0.24）で、自然のままに仕込み水として活かしている。
2011年（平成23年）11月7日、第60回名古屋国税局酒類鑑評会において、「吟醸酒」「純米酒」「本醸造酒」の3部門すべてで優等賞を受賞した。
2017年（平成29年）4月9日、新しい仕込蔵の蔵開きが行われた。年間生産量は一升瓶約6万本分。
2020年（令和2年）、本社内に「蔵cafe一合」を期間限定で開いた。
2021年（令和3年）8月9日、「蔵cafe一合」がリニューアルオープン。

## ギャラリー
- 柴田酒造場本社の売店
- 「孝の司」ほか主な商品
- 本社工場
- 愛知県道336号から工場を望む。